# Dzsikisinkan dódzsó
A Dzsikisinkan dódzsót Pécsen, 1993-ban alapította meg Szuzuki Kimijosi szenszei, eredetileg Sinbukan néven. A Sinbukan elnevezést - nagyapja egykori iskolájának tiszteletére - 2018 januárjában Dzsikisinkan dódzsó névre változtatta, melyben jelenleg már csak kendzsucut oktat. A dódzsó mára nemzetközi szervezet, a szenszei gyakran oktat más országokban is és több kendzsucu-klubja van külföldön. Szuzuki mester Magyarországon végzett harcművészeti munkásságát 2017-ben állami kitüntetéssel ismerték el, a díjat Áder János köztársasági elnök adományozta, és Balog Zoltán emberi erőforrás miniszter adta át, 2017. augusztus 18-án.
Kezdetben csak gódzsú-rjú karatedó, 1998-tól pedig dzsikisin kage-rjú kendzsucu oktatás is folyik itt. Az iskola mottója, melyet Suzuki mester minden harcművészettel foglalkozó számára ajánl: „A kardod éles és olyan, mint a villám, de a lelked nyugalomban legyen”. Ez (néhány mondatrészt kihagyva) japánul így hangzik: „Ken va szurudoku, ki va maruku”. Ez a régmúlt üzenete mindennapi problémáinkra is megoldást mutat. A megbecsülést az őseinknek, a tiszteletet egymásnak, legyünk japánok vagy magyarok, akik a harcművészet útján keressük a végső megoldást.

## A dódzsó alá tartozó klubok
Az alábbi táblázat a Dzsikisnkan dódzsó szakmai felügyelete alá tartozó klubokat sorolja fel, ahol Szuzuki szenszei engedélyével, tőle kapott oktatói engedéllyel rendelkező instruktorok oktatják a stílust.
| Kontinens | Ország        | Város              | Klub neve                     |
| --------- | ------------- | ------------------ | ----------------------------- |
| Európa    | Írország      | Ballina            | Gosinkan dódzsó               |
| Európa    | Lengyelország | Kołobrzeg          | Dzsikisinkan Lengyelország    |
| Európa    | Lengyelország | Toruń              | Dzsikisinkan Lengyelország    |
| Európa    | Németország   | Berlin             | Dzsikisinkan Németország      |
| Európa    | Németország   | Halle an der Saale | Dzsikisinkan Németország      |
| Európa    | Magyarország  | Budapest           | Gosinkan dódzsó               |
| Európa    | Magyarország  | Gödöllő            | Gosinkan dódzsó               |
| Európa    | Magyarország  | Pécs               | Dzsikisinkan dódzsó (központ) |
| Európa    | Magyarország  | Dunakeszi          | Gosinkan dódzsó               |
| Európa    | Magyarország  | Kecskemét          | Kecskeméti dódzsó             |
| Európa    | Szlovákia     | Szered             | Ken Sin Kan dódzsó            |